# Reflections – A Retrospective
Reflections – A Retrospective je album největších hitů americké zpěvačky Mary J. Blige, které vyšlo v roce 2006.
Na albu se objevilo i několik nových písní, včetně singlu We Ride (I See the Future) nebo duetu s Johnem Legendem nazvaným King & Queen. Nové písně měly původně vyjít ve speciální edici na albu The Breakthrough.

## Seznam písní
1. Reflections (I Remember) – 4:06
2. We Ride (I See the Future) – 3:57
3. You Know – 3:52
4. King & Queen (feat. John Legend) – 3:46
5. No More Drama – 4:27
6. Family Affair – 4:26
7. Real Love (feat. The Notorious B.I.G) – 4:27
8. No One Will Do – 4:47
9. Be Without You – 4:06
10. I'm Going Down – 3:42
11. 911 (feat. Wyclef Jean) – 4:19
12. Not Gon' Cry – 4:50
13. My Life ’06 – 5:07
14. Be Happy – 5:38
15. I'll Be There for You/You're All I Need to Get By (feat. Method Man)

### Bonusy
1. As (feat. George Michael) – 4:41
2. One (feat. U2) ) – 4:20
3. MJB da MVP (feat. 50 Cent) – 4:10

## Umístění
| Hitparáda      | Umístění |
| -------------- | -------- |
| Rakousko       | 75       |
| Nizozemsko     | 12       |
| Evropa         | 80       |
| Japonsko       | 30       |
| Švédsko        | 23       |
| Švýcarsko      | 19       |
| Velká Británie | 40       |
| Svět           | 13       |
| USA            | 9        |